# Montgomeryville
Montgomeryville är en så kallad census designated place i Montgomery County i den amerikanska delstaten Pennsylvania med en yta av 12,4 km² och en folkmängd som uppgår till 12 031 invånare (2000).

## Kända personer från Montgomeryville
- Winfield Scott Hancock, general och politiker